# Euploea watsoni
Euploea watsoni är en fjärilsart som beskrevs av Moore 1883. Euploea watsoni ingår i släktet Euploea och familjen praktfjärilar. Inga underarter finns listade i Catalogue of Life.